# Torneo Godó
Torneo Godó (spanska: Trofeo Conde de Godó; katalanska: Trofeu Conde de Godó), även känd som Barcelona Open Banc Sabadell (genom nuvarande sponsor) och Open SEAT (via tidigare sponsor), är en spansk tennisturnering för herrar. Den spelas årligen i Barcelona, sedan 1953. Turneringen är en del av 500 Series på ATP-touren och spelas utomhus på grus. Turneringen innehåller både en singelturnering och en dubbelturnering.

## Historik
Turneringen instiftades 1953 av Carlos Godó Valls, greve av Godó (spanska: Conde de Godó), i samband med invigningen av den nya tennisstadion i Pedralbes. Den nya tävlingen var i någon mån arvtagare till den tidigare Campionados Internacionales, en turnering mellan klubbar som ägde rum vår och höst. Idag är den äldst av spanska tennisturneringar. Den arrangeras sedan starten av Spaniens äldsta och mest framgångsrika tennisklubb – Real Club de Tenis Barcelona–1899.
Trofeo Godó marknadsfördes från 1968 (året för starten för öppna mästerskap inom internationell tennis) som Spanska öppna mästerskapen (spanska: Campeonatos Internacionales de España; katalanska: Campionats Internacionals d'Espanya). På senare år[när?] har detta epitet inte använts, åtminstone inte sedan Madrid Masters (som sedan 2009 spelas utomhus, på grus) tagit över rollen som Spaniens största tennisturnering. Torneo Godó arrangeras i regel sista veckan i april, då dagstemperaturen i Barcelona ofta är kring 18 grader Celsius.

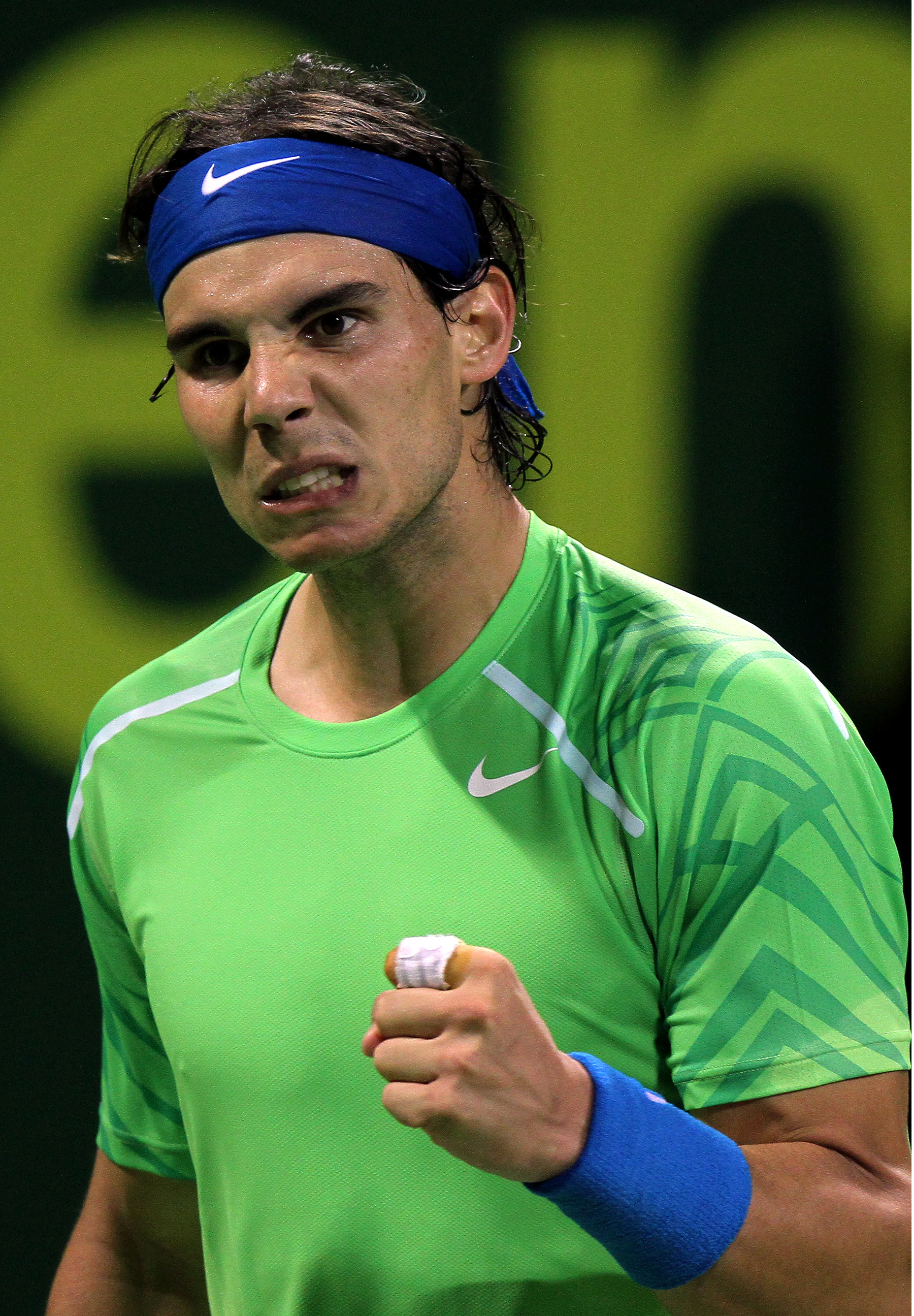
Rafael Nadal har vunnit singelturneringen åtta gånger: 2005–2009 och 2011–2013.

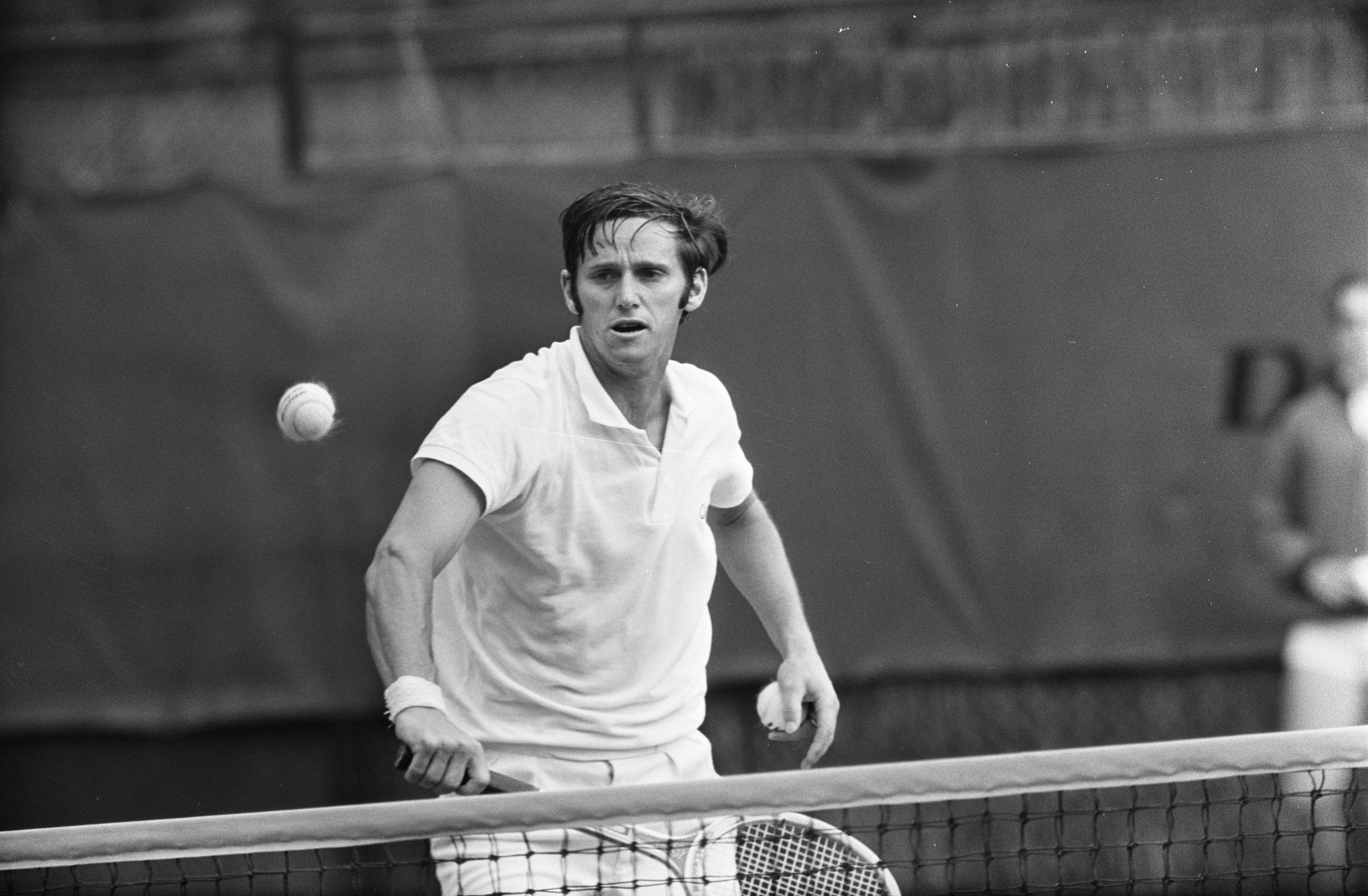
Roy Emerson vann dubbelklassen sju gånger.

Singelturneringen har vunnits åtta gånger av Rafael Nadal (2006–2013). Meste dubbelvinnaren är Roy Emerson som nådde sju titlar tillsammans med olika dubbelpartner (1959–1966).

## Resultat

### Singel
| År   | Mästare                                  | Finalist                                 | Resultat                                 |
| ---- | ---------------------------------------- | ---------------------------------------- | ---------------------------------------- |
| 1953 | Vic Seixas                               | Enrique Morea                            | 6–3, 6–4, 22–20                          |
| 1954 | Tony Trabert                             | Vic Seixas                               | 6–0, 6–1, 6–3                            |
| 1955 | Art Larsen                               | Budge Patty                              | 7–5, 3–6, 7–5, 2–6, 6–4                  |
| 1956 | Herbert Flam                             | Mervyn Rose                              | 6–2, 6–3, 6–0                            |
| 1957 | Herbert Flam                             | Mervyn Rose                              | 6–4, 4–6, 6–3, 6–4                       |
| 1958 | Sven Davidson                            | Mervyn Rose                              | 4–6, 6–2, 7–5, 6–1                       |
| 1959 | Neale Fraser                             | Roy Emerson                              | 6–2, 6–4, 3–6, 6–2                       |
| 1960 | Andrés Gimeno                            | Giuseppe Merlo                           | 6–1, 6–2, 6–1                            |
| 1961 | Roy Emerson                              | Manuel Santana                           | 6–4, 6–4, 6–1                            |
| 1962 | Manuel Santana                           | Ramanathan Krishnan                      | 3–6, 6–3, 6–4, 8–6                       |
| 1963 | Roy Emerson                              | Juan Manuel Couder                       | 0–6, 6–4, 6–3, 4–6, 6–3                  |
| 1964 | Roy Emerson                              | Manuel Santana                           | 2–6, 7–5, 6–3, 6–3                       |
| 1965 | Juan Gisbert                             | Martin Mulligan                          | 6–4, 4–6, 6–1, 2–6, 6–2                  |
| 1966 | Thomaz Koch                              | Nikola Pilić                             | 6–3, 6–2, 3–6, 7–5                       |
| 1967 | Martin Mulligan                          | Rafael Osuna                             | 5–7, 7–5, 6–4, 6–3                       |
| 1968 | Martin Mulligan                          | Ingo Buding                              | 6–0, 6–1, 6–0                            |
| 1969 | Manuel Orantes                           | Manuel Santana                           | 6–4, 7–5, 6–4                            |
| 1970 | Manuel Santana                           | Rod Laver                                | 6–4, 6–3, 6–4                            |
| 1971 | Manuel Orantes                           | Robert Lutz                              | 6–4, 6–3, 6–4                            |
| 1972 | Jan Kodeš                                | Manuel Orantes                           | 6–3, 6–2, 6–3                            |
| 1973 | Ilie Năstase                             | Manuel Orantes                           | 2–6, 6–1, 8–6, 6–4                       |
| 1974 | Ilie Năstase                             | Manuel Orantes                           | 8–6, 9–7, 6–3                            |
| 1975 | Björn Borg                               | Adriano Panatta                          | 1–6, 7–6(7–5), 6–3, 6–2                  |
| 1976 | Manuel Orantes                           | Eddie Dibbs                              | 6–1, 2–6, 2–6, 7–5, 6–4                  |
| 1977 | Björn Borg                               | Manuel Orantes                           | 6–2, 7–5, 6–2                            |
| 1978 | Balázs Taróczy                           | Ilie Năstase                             | 1–6, 7–5, 4–6, 6–3, 6–4                  |
| 1979 | Hans Gildemeister                        | Eddie Dibbs                              | 6–4, 6–3, 6–1                            |
| 1980 | Ivan Lendl                               | Guillermo Vilas                          | 6–4, 5–7, 6–4, 4–6, 6–1                  |
| 1981 | Ivan Lendl                               | Guillermo Vilas                          | 6–0, 6–3, 6–0                            |
| 1982 | Mats Wilander                            | Guillermo Vilas                          | 6–3, 6–4, 6–3                            |
| 1983 | Mats Wilander                            | Guillermo Vilas                          | 6–0, 6–3, 6–1                            |
| 1984 | Mats Wilander                            | Joakim Nyström                           | 7–6(7–5), 6–4, 0–6, 6–2                  |
| 1985 | Thierry Tulasne                          | Mats Wilander                            | 0–6, 6–2, 3–6, 6–4, 6–0                  |
| 1986 | Kent Carlsson                            | Andreas Maurer                           | 6–2, 6–2, 6–0                            |
| 1987 | Martín Jaite                             | Mats Wilander                            | 7–6(7–5), 6–4, 4–6, 0–6, 6–4             |
| 1988 | Kent Carlsson                            | Thomas Muster                            | 6–3, 6–3, 3–6, 6–1                       |
| 1989 | Andrés Gómez                             | Horst Skoff                              | 6–4, 6–4, 6–2                            |
| 1990 | Andrés Gómez                             | Guillermo Pérez-Roldán                   | 6–0, 7–6(7–3), 3–6, 0–6, 6–2             |
| 1991 | Emilio Sánchez                           | Sergi Bruguera                           | 6–4, 7–6(9–7), 6–2                       |
| 1992 | Carlos Costa                             | Magnus Gustafsson                        | 6–4, 7–6(7–3), 6–4                       |
| 1993 | Andrei Medvedev                          | Sergi Bruguera                           | 6–7(7–9), 6–3, 7–5, 6–4                  |
| 1994 | Richard Krajicek                         | Carlos Costa                             | 6–4, 7–6(8–6), 6–2                       |
| 1995 | Thomas Muster                            | Magnus Larsson                           | 6–2, 6–1, 6–4                            |
| 1996 | Thomas Muster                            | Marcelo Ríos                             | 6–3, 4–6, 6–4, 6–1                       |
| 1997 | Albert Costa                             | Albert Portas                            | 7–5, 6–4, 6–4                            |
| 1998 | Todd Martin                              | Alberto Berasategui                      | 6–2, 1–6, 6–3, 6–2                       |
| 1999 | Félix Mantilla                           | Karim Alami                              | 7–6(7–2), 6–3, 6–3                       |
| 2000 | Marat Safin                              | Juan Carlos Ferrero                      | 6–3, 6–3, 6–4                            |
| 2001 | Juan Carlos Ferrero                      | Carlos Moyá                              | 4–6, 7–5, 6–3, 3–6, 7–5                  |
| 2002 | Gastón Gaudio                            | Albert Costa                             | 6–4, 6–0, 6–2                            |
| 2003 | Carlos Moyà                              | Marat Safin                              | 5–7, 6–2, 6–2, 3–0 (uppgivet)            |
| 2004 | Tommy Robredo                            | Gastón Gaudio                            | 6–3, 4–6, 6–2, 3–6, 6–3                  |
| 2005 | Rafael Nadal                             | Juan Carlos Ferrero                      | 6–1, 7–6(7–4), 6–3                       |
| 2006 | Rafael Nadal                             | Tommy Robredo                            | 6–4, 6–4, 6–0                            |
| 2007 | Rafael Nadal                             | Guillermo Cañas                          | 6–3, 6–4                                 |
| 2008 | Rafael Nadal                             | David Ferrer                             | 6–1, 4–6, 6–1                            |
| 2009 | Rafael Nadal                             | David Ferrer                             | 6–2, 7–5                                 |
| 2010 | Fernando Verdasco                        | Robin Söderling                          | 6–3, 4–6, 6–3                            |
| 2011 | Rafael Nadal                             | David Ferrer                             | 6–2, 6–4                                 |
| 2012 | Rafael Nadal                             | David Ferrer                             | 7–6(7–1), 7–5                            |
| 2013 | Rafael Nadal                             | Nicolás Almagro                          | 6–4, 6–3                                 |
| 2014 | Kei Nishikori                            | Santiago Giraldo                         | 6–2, 6–2                                 |
| 2015 | Kei Nishikori                            | Pablo Andújar                            | 6–4, 6–4                                 |
| 2016 | Rafael Nadal                             | Kei Nishikori                            | 6–4, 7–5                                 |
| 2017 | Rafael Nadal                             | Dominic Thiem                            | 6–4, 6–1                                 |
| 2018 | Rafael Nadal                             | Stefanos Tsitsipas                       | 6–2, 6–1                                 |
| 2019 | Dominic Thiem                            | Daniil Medvedev                          | 6–4, 6–0                                 |
| 2020 | Inställd på grund av coronaviruspandemin | Inställd på grund av coronaviruspandemin | Inställd på grund av coronaviruspandemin |
| 2021 | Rafael Nadal (12)                        | Stefanos Tsitsipas                       | 6–4, 6–7(6–8), 7–5                       |
| 2022 | Carlos Alcaraz                           | Pablo Carreño Busta                      | 6–3, 6–2                                 |

### Dubbel
| År   | Mästare                                   | Finalister                               | Resultat                                 |
| ---- | ----------------------------------------- | ---------------------------------------- | ---------------------------------------- |
| 1953 | Enrique Morea Vic Seixas                  | Jaime Bartrolí Lennart Bergelin          | 6–3, 3–6, 6–3, 6–1                       |
| 1954 | Vic Seixas Tony Trabert                   | Jack Arkinstall Malcolm Fox              | 6–3, 6–4, 6–2                            |
| 1955 | Mervyn Rose George Worthington            | Art Larsen Budge Patty                   | 6–2, 2–6, 6–2, 6–1                       |
| 1956 | Don Candy Lewis Hoad                      | Bob Howe Art Larsen                      | 6–1, 6–1, 6–2                            |
| 1957 | Bob Howe Mervyn Rose                      | Herbert Flam Sydney Schwartz             | 6–3, 6–3, 5–7, 6–1                       |
| 1958 | Jaroslav Drobný Budge Patty               | Mervyn Rose Warren Woodcock              | 7–5, 6–3, 6–2                            |
| 1959 | Roy Emerson Neale Fraser                  | Luis Ayala Rod Laver                     | 6–2, 4–6, 6–4, 13–11                     |
| 1960 | Roy Emerson Neale Fraser                  | José Luis Arilla Andrés Gimeno           | 6–4, 6–0, 6–4                            |
| 1961 | Bob Hewitt Fred Stolle                    | Bob Mark Manuel Santana                  | 2–6, 6–3, 6–4, 6–4                       |
| 1962 | Roy Emerson Neale Fraser                  | Bob Hewitt Fred Stolle                   | 8–6, 8–6, 6–4                            |
| 1963 | Roy Emerson Manuel Santana                | José Luis Arilla Eduardo Soriano         | 5–7, 6–2, 3–6, 7–5, 6–3                  |
| 1964 | Roy Emerson Ken Fletcher                  | Jose Mandarino Eduardo Soriano           | 6–3, 8–6, 1–6, 5–7, 6–3                  |
| 1965 | Roy Emerson Ramanathan Krishnan           | José Luis Arilla Manuel Santana          | 6–2, 6–1, 6–1                            |
| 1966 | Roy Emerson Fred Stolle                   | Thomaz Koch Jose Mandarino               | 9–7, 6–4                                 |
| 1967 | Thomaz Koch Jose Mandarino                | Ramanathan Krishnan Rafael Osuna         | 6–2, 6–4, 8–6                            |
| 1968 | Carlos Fernandes Patricio Rodríguez       | Thomaz Koch Jose Mandarino               | 6–2, 3–6, 6–3, 6–1, 6–4                  |
| 1969 | Manuel Orantes Patricio Rodríguez         | Terry Addison Ray Keldie                 | 8–10, 6–3, 6–1, 5–7, 6–2                 |
| 1970 | Lew Hoad Manuel Santana                   | Andrés Gimeno Rod Laver                  | 6–4, 9–7, 7–5                            |
| 1971 | Željko Franulović Juan Gisbert            | Cliff Drysdale Andrés Gimeno             | 7–6, 6–2, 7–6                            |
| 1972 | Juan Gisbert Manuel Orantes               | Frew McMillan Ilie Nastase               | 6–3, 3–6, 6–4                            |
| 1973 | Ilie Nastase Tom Okker                    | Antonio Muñoz Manuel Orantes             | 4–6, 6–3, 6–2                            |
| 1974 | Juan Gisbert Ilie Nastase                 | Manuel Orantes Guillermo Vilas           | 3–6, 6–0, 6–2                            |
| 1975 | Björn Borg Guillermo Vilas                | Wojciech Fibak Karl Meiler               | 3–6, 6–4, 6–3                            |
| 1976 | Brian Gottfried Raúl Ramírez              | Bob Hewitt Frew McMillan                 | 7–6, 6–4                                 |
| 1977 | Wojciech Fibak Jan Kodeš                  | Bob Hewitt Frew McMillan                 | 6–0, 6–4                                 |
| 1978 | Željko Franulović Hans Gildemeister       | Jean-Luis Haillet Gilles Moretton        | 6–1, 6–4                                 |
| 1979 | Paolo Bertolucci Adriano Panatta          | Carlos Kirmayr Cassio Motta              | 6–4, 6–3                                 |
| 1980 | Steve Denton Ivan Lendl                   | Pavel Složil Balázs Taróczy              | 6–2, 6–7, 6–3                            |
| 1981 | Anders Järryd Hans Simonsson              | Andrés Gómez Hans Gildemeister           | 6–1, 6–4                                 |
| 1982 | Anders Järryd Hans Simonsson              | Carlos Kirmayr Cassio Motta              | 6–3, 6–2                                 |
| 1983 | Anders Järryd Hans Simonsson              | Jim Gurfein Erick Iskersky               | 7–5, 6–3                                 |
| 1984 | Pavel Složil Tomáš Šmíd                   | Martín Jaite Víctor Pecci                | 6–2, 6–0                                 |
| 1985 | Sergio Casal Emilio Sánchez               | Jan Gunnarsson Michael Mortensen         | 6–3, 6–3                                 |
| 1986 | Jan Gunnarsson Joakim Nyström             | Carlos di Laura Claudio Panatta          | 6–3, 6–4                                 |
| 1987 | Miloslav Mečíř Tomáš Šmíd                 | Javier Frana Christian Miniussi          | 6–1, 6–2                                 |
| 1988 | Sergio Casal Emilio Sánchez               | Claudio Mezzadri Diego Pérez             | 6–4, 6–3                                 |
| 1989 | Gustavo Luza Christian Miniussi           | Sergio Casal Tomáš Šmíd                  | 6–3, 6–3                                 |
| 1990 | Andrés Gómez Javier Sánchez               | Sergio Casal Emilio Sánchez              | 7–6(7–1), 7–5                            |
| 1991 | Horacio de la Peña Diego Nargiso          | Boris Becker Eric Jelen                  | 3–6, 7–6(7–2), 6–4                       |
| 1992 | Andrés Gómez Javier Sánchez               | Ivan Lendl Karel Nováček                 | 6–4, 6–4                                 |
| 1993 | Shelby Cannon Scott Melville              | Sergio Casal Emilio Sánchez              | 7–6(7–4), 6–1                            |
| 1994 | Jevgenij Kafelnikov David Rikl            | Jim Courier Javier Sánchez               | 5–7, 6–1, 6–4                            |
| 1995 | Trevor Kronemann David Macpherson         | Andrea Gaudenzi Goran Ivanišević         | 6–2, 6–4                                 |
| 1996 | Luis Lobo Javier Sánchez                  | Neil Broad Piet Norval                   | 6–1, 6–3                                 |
| 1997 | Alberto Berasategui Jordi Burillo         | Pablo Albano Àlex Corretja               | 6–3, 7–5                                 |
| 1998 | Jacco Eltingh Paul Haarhuis               | Ellis Ferreira Rick Leach                | 7–5, 6–0                                 |
| 1999 | Paul Haarhuis Jevgenij Kafelnikov         | Massimo Bertolini Cristian Brandi        | 7–5, 6–3                                 |
| 2000 | Nicklas Kulti Mikael Tillström            | Paul Haarhuis Sandon Stolle              | 6–2, 6–7(2–7), 7–6(7–5)                  |
| 2001 | Donald Johnson Jared Palmer               | Tommy Robredo Fernando Vicente           | 7–6(7–2), 6–4                            |
| 2002 | Michael Hill Daniel Vacek                 | Lucas Arnold Ker Gastón Etlis            | 6–4, 6–4                                 |
| 2003 | Bob Bryan Mike Bryan                      | Chris Haggard Robbie Koenig              | 6–4, 6–3                                 |
| 2004 | Mark Knowles Daniel Nestor                | Mariano Hood Sebastián Prieto            | 4–6, 6–3, 6–4                            |
| 2005 | Leander Paes Nenad Zimonjić               | Feliciano López Rafael Nadal             | 6–3, 6–3                                 |
| 2006 | Mark Knowles Daniel Nestor                | Mariusz Fyrstenberg Marcin Matkowski     | 6–2, 6–7(4–7), [10–5]                    |
| 2007 | Andrei Pavel Alexander Waske              | Rafael Nadal Tomeu Salvà                 | 6–3, 7–6(7–1)                            |
| 2008 | Bob Bryan Mike Bryan                      | Mariusz Fyrstenberg Marcin Matkowski     | 6–3, 6–2                                 |
| 2009 | Daniel Nestor Nenad Zimonjić              | Mahesh Bhupathi Mark Knowles             | 6–3, 7–6(11–9)                           |
| 2010 | Daniel Nestor Nenad Zimonjić              | Lleyton Hewitt Mark Knowles              | 4–6, 6–3, [10–6]                         |
| 2011 | Santiago González Scott Lipsky            | Bob Bryan Mike Bryan                     | 5–7, 6–2, [12–10]                        |
| 2012 | Mariusz Fyrstenberg Marcin Matkowski      | Marcel Granollers Marc López             | 2–6, 7–6(9–7), [10–8]                    |
| 2013 | Alexander Peya Bruno Soares               | Robert Lindstedt Daniel Nestor           | 5–7, 7–6(9–7), [10–4]                    |
| 2014 | Jesse Huta Galung Stéphane Robert         | Daniel Nestor Nenad Zimonjić             | 6–3, 6–3                                 |
| 2015 | Marin Draganja Henri Kontinen             | Jamie Murray John Peers                  | 6–3, 6–7(6–8), [11–9]                    |
| 2016 | Bob Bryan Mike Bryan                      | Pablo Cuevas Marcel Granollers           | 7–5, 7–5                                 |
| 2017 | Florin Mergea Aisam-ul-Haq Qureshi        | Philipp Petzschner Alexander Peya        | 6–4, 6–3                                 |
| 2018 | Feliciano López Marc López                | Aisam-ul-Haq Qureshi Jean-Julien Rojer   | 7–6(7–5), 6–4                            |
| 2019 | Juan Sebastián Cabal Robert Farah         | Jamie Murray Bruno Soares                | 6–4, 7–6(7–4)                            |
| 2020 | Inställd på grund av coronaviruspandemin  | Inställd på grund av coronaviruspandemin | Inställd på grund av coronaviruspandemin |
| 2021 | Juan Sebastián Cabal (2) Robert Farah (2) | Kevin Krawietz Horia Tecău               |                                          |
| 2022 | Kevin Krawietz Andreas Mies               | Wesley Koolhof Neal Skupski              | 6–7(3–7), 7–6(7–5), [10–6]               |